# Lisboa de Hoje e de Amanhã
Lisboa de Hoje e de Amanhã é um documentário português realizado, escrito e narrado por António Lopes Ribeiro, produzido pela Câmara Municipal de Lisboa, no ano de 1948. Consiste numa série de pequenas filmagens de algumas zonas da cidade, com a explicação das mesmas por Lopes Ribeiro e, música de fundo.

## Sinopse
Este documentário é uma análise da cidade de Lisboa, feita por António Lopes Ribeiro, de quatro perspectivas: habitação, circulação, trabalho e, espaços de lazer. São divididas por quatro partes, cada uma com 10 minutos de duração. Num Portugal indirectamente devastado pela Segunda Guerra Mundial, este filme apresenta aquilo que já pudera ser feito e, tudo o que estava planeado fazer para tornar Lisboa numa cidade pioneira ao nível dos quatro pilares referidos.